# Eva Gesine Baur

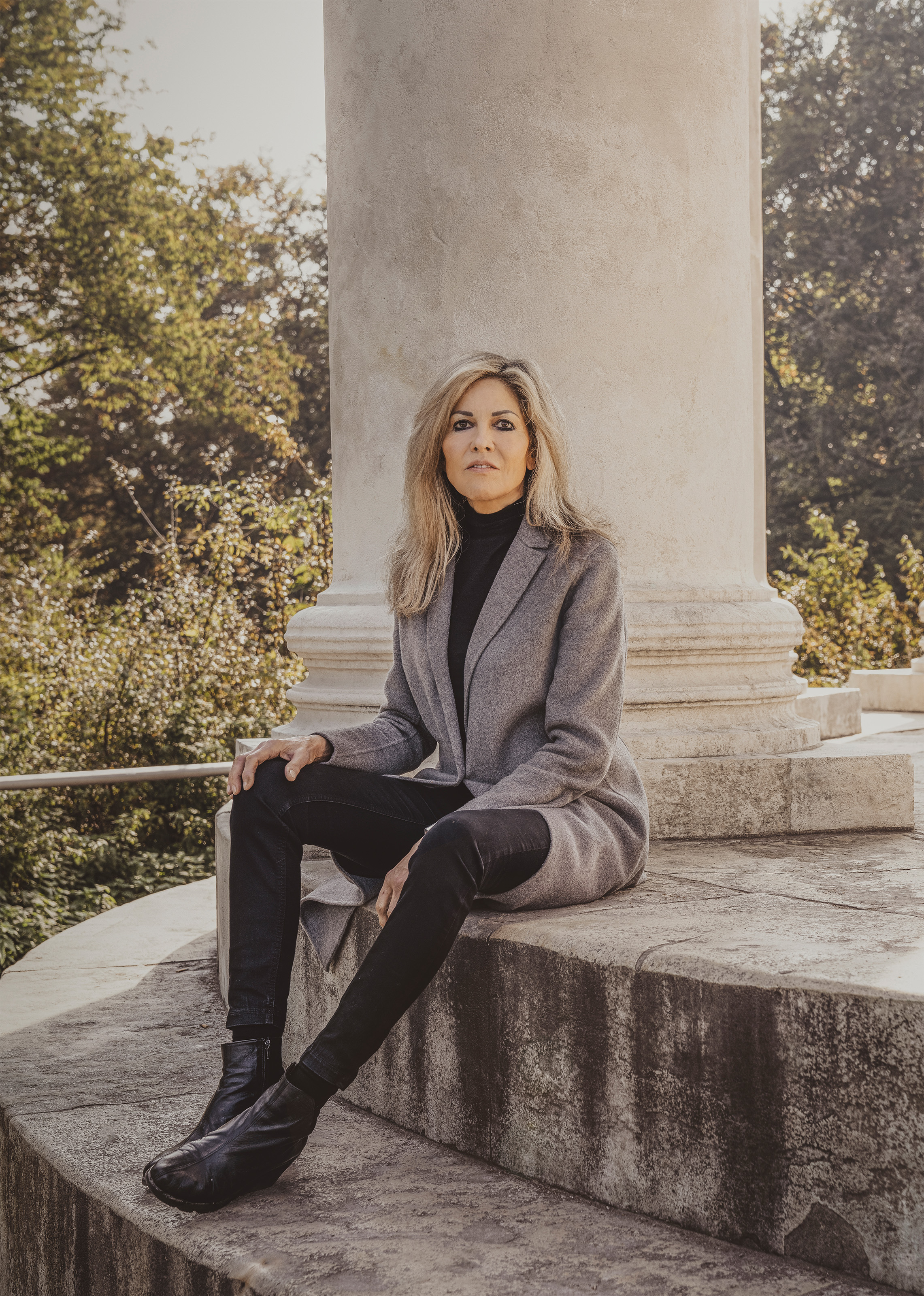
Eva Gesine Baur (2022)

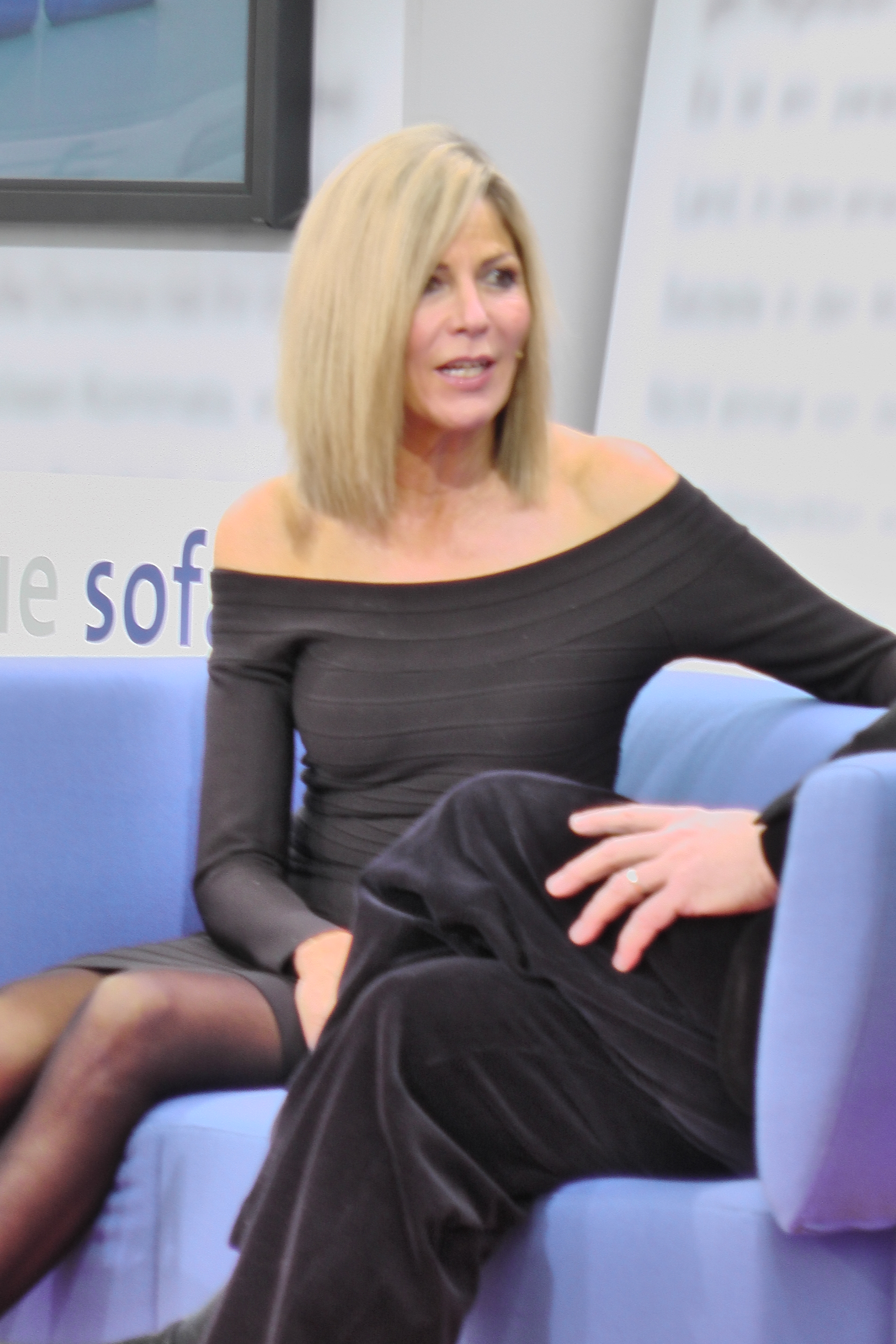
Eva Gesine Baur 2012 auf der Leipziger Buchmesse

Eva Gesine Baur (* 11. August 1960 in München) ist eine deutsche Kulturhistorikerin und Schriftstellerin. Fiktionale Literatur, vor allem Romane vor einem musikhistorischen Hintergrund, schreibt sie unter dem Pseudonym Lea Singer.

## Leben
Baur studierte in München Kunstgeschichte, Literaturwissenschaft, Musikwissenschaft und Gesang. Sie wurde 1984 im Fach Kunstgeschichte mit der Dissertation Studien zum französischen und englischen Kinderbild im 18. und 19. Jahrhundert promoviert. Sie ist mit dem Psychoanalytiker und Therapeuten Wilhelm Schmid-Bode verheiratet; das Paar lebt in München.
Sie schrieb Sachbiografien über Charlotte Schiller, Frédéric Chopin, Emanuel Schikaneder und Wolfgang Amadé Mozart. Unter dem Pseudonym Lea Singer verfasst sie Romane, von denen einige von Persönlichkeiten und Begebenheiten der Kulturgeschichte handeln: Die Zunge (2000) erzählt vom Erfinder der Gourmet-Kritik Grimod de La Reynière, Wahnsinns Liebe (2003) von einer in Briefen und Zeitzeugenberichten dokumentierten tragischen Dreiecksgeschichte zwischen Mathilde Schönberg, deren Mann, dem Komponisten Arnold Schönberg, und dem jungen Maler Richard Gerstl, Das nackte Leben (2005), Konzert für die linke Hand (2008) vom Schicksal des Pianisten Paul Wittgenstein. Das Werk trägt nach Maurice Ravels Komposition für Wittgenstein den gleichnamigen Titel. 2015 erschien ihr Buch Anatomie der Wolken, dem verbürgte Begegnungen des alternden Universalgenies Johann Wolfgang Goethe mit dem jungen, wilden Romantiker Caspar David Friedrich zugrunde liegen und Goethes belegte Zerstörungsaktion von Friedrichs Bildern.
Im Wintersemester 2009/10 war sie Dozentin für Poetik an der Universität Paderborn.

## Rezeption
Auch wenn in diesen Romanen innere Monologe und Dialoge erfunden sein müssen, stützen sie sich auf akribische Recherchen und ergeben „bildungssatt erzählte Zeitreisen“ (Wolfgang Herles, Das Blaue Sofa am 1. Mai 2015). Das Märchenhafte oder Dramatische eines Schicksals verbindet Lea Singer, „erfahren in der Arbeit an gut recherchierten historischen Romanen“ (Judith von Sternburg FR), mit gründlichen Informationen für den Leser. „Wie ein Märchen“, schrieb Sybille Mulot in Der Spiegel am 12. November 2008, beschreibt Lea Singer die Geschichte des „unbeirrbaren Paul“, und doch „materialreich recherchiert, informativ, Annäherung und Überblick zugleich“; die Autorin spiele „geschickt mit Wissen und Nichtwissen des Leser.“ Dadurch werden ihre Romane, so Judith von Sternburg, auch für Kenner lesenswert. „Es ist aber auch für Goethe-Leser“, schreibt sie zu Anatomie der Wolken, „ein großes Vergnügen, wie fidel und prägnant Lea Singer ihn (den Wolkigen) zu fassen bekomt“. Der NDR kommentierte ihren Arbeitsstil so: „Lea Singer saugt Honig aus ihren Recherchen.“
In einer literaturwissenschaftlichen Analyse beschreibt Norbert Otto Eke die virtuose Konstruktion von Verdis letzte Versuchung: der Text sei „einerseits exakt [...] in der historischen Erinnerung“, bleibe als „Kunst-Stück andererseits aber ein Möglichkeitsspiel [...], das die erzeugte Wirklichkeit als Fiktion gleichsam einklammert.“ Dagegen moniert Eike Feß für den Roman Wahnsinns Liebe „die Vernachlässigung zentraler Dokumente zum biographischen Kontext“, welche eine „auch nur annähernd realitätsnahe Darstellung der Geschichte“ ausschließt.
In der Rezension des Horowitz-Romans Der Klavierschüler attestiert der FAZ-Rezensent der Autorin sowohl gute Recherche als auch Taktgefühl und Genauigkeit in der Beschreibung der lebensgeschichtlichen Folgewirkungen von gesellschaftlich bedingt verheimlichter Homosexualität.

## Ehrungen (Auswahl)
- 2010: Hannelore-Greve-Literaturpreis für ihre unter dem Pseudonym Lea Singer publizierte Prosa
- 2016: Schwabinger Kunstpreis
- 2017: Arbeitsstipendium der Landeshauptstadt München als Lea Singer[7]
- 2018: Bodensee-Literaturpreis für ihr bisheriges Gesamtwerk

## Werke (Auswahl)

### Als Lea Singer
- Die Zunge. Roman. Klett-Cotta, Stuttgart 2000 und dtv, München 2002, ISBN 3-423-12954-9. (Romanbiografie über Alexandre Balthazar Laurent Grimod de la Reynière)
- Wahnsinns Liebe. Roman. DVA, München 2003 und dtv, ISBN 3-421-05790-7.
- Die österreichische Hure? 13 Unterhaltungen über Königin Marie-Antoinette und die Pornographie. dtv, München 2005, ISBN 3-423-24454-2.
- Vier Farben der Treue. Roman. DVA München 2004 und dtv, München 2009, ISBN 978-3-423-21154-3. (über den Sommer 1935 im Leben von Max Reinhardt)
- Das nackte Leben. Roman. DVA München 2005 und dtv, München 2007, ISBN 978-3-423-21022-5. (Romanbiografie über Constanze Mozart)
- Mandelkern. Roman. Hoffmann und Campe, Hamburg 2007, ISBN 978-3-455-40080-9.
- Konzert für die linke Hand. Roman. Hoffmann und Campe, Hamburg 2008, ISBN 978-3-423-21323-3. (Romanbiografie über Paul Wittgenstein)
- Der Opernheld. Roman. Hoffmann und Campe, Hamburg 2011, ISBN 978-3-455-40329-9. (Rezension[8])
- Verdis letzte Versuchung. Roman. C. Bertelsmann Verlag, München 2012, ISBN 978-3-570-58031-8. (Rezensionen[9] von Holger Noltze[10])
- Anatomie der Wolken. Roman. Hoffmann und Campe, Hamburg 2015, ISBN 978-3-455-40519-4.
- Die Poesie der Hörigkeit. Roman. Hoffmann und Campe, Hamburg 2017, ISBN 978-3-455-40625-2. (über die Obsession Mopsa Sternheims,  der Tochter Thea Sternheims, für Gottfried Benn)
- Der Klavierschüler. Roman. Kampa Verlag, Zürich 2019, ISBN 978-3-311-10009-6. (über die intime Freundschaft von Vladimir Horowitz mit seinem Schüler Nico Kaufmann)
- La Fenice. Roman. Kampa Verlag, Zürich 2020, ISBN 978-3-311-10027-0. (über die Entstehung von Tizians Gemälde Venus von Urbino und die Kurtisane Giulia del Moro, die dafür Modell stand)
- Die Heilige des Trinkers. Roman. Kampa Verlag, Zürich 2023, ISBN 978-3-311-10050-8. (über Andrea Manga Bell, die Lebensgefährtin von Joseph Roth)

### Eva Gesine Baur
Biografien
- „Mein Geschöpf musst du sein.“ Das Leben der Charlotte Schiller. Rowohlt, Reinbek bei Hamburg 2006, ISBN 3-499-24160-9.
- Chopin oder Die Sehnsucht. Eine Biographie. C. H. Beck, München 2009, ISBN 978-3-406-59056-6.[11]
- Emanuel Schikaneder. Der Mann für Mozart. C. H. Beck, München 2012, ISBN 978-3-406-63086-6.[12]
- Mozart – Genius und Eros. Eine Biografie. C. H. Beck, München 2014, ISBN 978-3-406-66132-7.[13]
- Einsame Klasse. Das Leben der Marlene Dietrich. C. H. Beck, München 2017, ISBN 978-3-406-70569-4.
- Maria Callas. Die Stimme der Leidenschaft. C. H. Beck, München 2023, ISBN 978-3406791420

Kulturreiseführer
- Schauplatz Salzburg. Mit Fotografien von Thomas Klinger. Propyläen, Berlin 2003, ISBN 3-549-07183-3.
- Venedig – Stadt der Frauen. Liebe, Macht und Intrige in der Serenissima. Mit Fotografien von Thomas Klinger. Knesebeck Verlag, München 2005, ISBN 978-3-89660-313-5.
- Mozarts Salzburg. Auf den Spuren eines Genies. C. H. Beck, München 2005, ISBN 3-406-53529-1. (Google books)
- Freuds Wien. Eine Spurensuche. C. H. Beck, München 2008, ISBN 978-3-406-57065-0.
- Amor in Venedig. Auf den Spuren der Liebenden. C. H. Beck, München 2009, ISBN 978-3-406-58230-1.

Gastrosophische Bücher
- Herausgeberin und Initiatorin der 6-bändigen Reihe Der Reichtum der einfachen Küche. dtv, München 1997, ISBN 3-423-36040-2 (Italien), ISBN 3-423-36041-0 (Frankreich), ISBN 3-423-36042-9 (Spanien), ISBN 3-423-36043-7 (Deutschland), ISBN 3-423-36044-5 (Österreich), ISBN 3-423-36045-3 (Schweiz)
- Feste der Phantasie, phantastische Feste. dtv, München 1998, ISBN 3-423-36101-8.
- Essen und Trinken mit George Sand auf Mallorca. dtv, München 2003, ISBN 3-423-24375-9.
- Hamlet am Herd. Das Leben des Eckart Witzigmann. Hoffmann und Campe, Hamburg 2006, ISBN 3-455-50003-X.
- Genießen mit Puccini. Mit CD, Collection Rolf Heyne, München 2004, ISBN 978-3-89910-215-4.

Kunst
- Meisterwerke der erotischen Kunst. Du Mont, Köln 1995, ISBN 3-7701-3599-7 (2. Auflage 2002, ISBN 3-8321-7140-1)
- Rokoko. Taschen, Köln 2007 (Hrsg. Ingo F. Walther), ISBN 978-3-8228-5303-0

Sonstiges
- Kleine Philosophie der Passionen, Dessous. dtv 1999, ISBN 3-423-20265-3